# Hercule sur l'Œta (Sénèque)

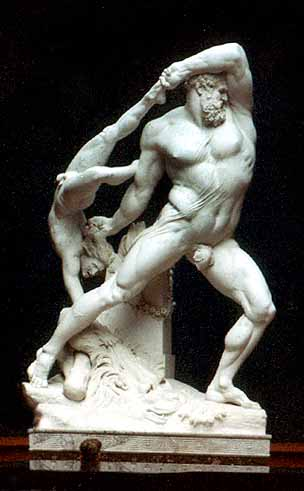
Hercules et Lichas (1795). Sculpture d'Antonio Canova.

Hercule sur l'Œta (latin Hercules Œtaeus) est l’une des dix tragédies romaines conservées de l'auteur romain Sénèque. Appartenant au genre de la fabula cothurnata et inspirée principalement des Trachiniennes de Sophocle,, elle a été écrite au Ier siècle ap. J.-C. Mais son attribution à Sénèque est l'objet de discussion jusqu'aujourd'hui.

## Thème
Dans les deux tragédies de Sénèque consacrées à la figure d’Hercule, un nefas ("...") est transformé en un labor  ("...") inverse. Mais Hercule sur l'Œta a l’originalité de nous présenter deux furies successives. La première est celle de Déjanire, douloureusement jalouse de Iole, qui donne à son époux le cadeau du centaure Nessus, la tunique qu’elle croit imprégnée d’un philtre d’amour mais qui est en réalité empoisonnée par les propres flèches d’Hercule. Quand elle apprend sa méprise, elle devient véritablement furieuse et se suicide. Hercule entre à son tour en furie quand il tue celui qui lui a apporté la tunique (Lichas), à cause d’une douleur insupportable. Mais son suicide sur le mont Œta devient apothéose : en lui l’Hercule divin supprime l’Hercule humain, ultime exploit que raconte Alcmène à la fin de la pièce.
En dehors des Trachiniennes de Sophocle, la mort d’Hercule a été abordée par Ovide dans une lettre de ses Héroïdes et au livre IX de ses Métamorphoses.

## Structure
Dans la « Collection des Auteurs latins » publiée sous la direction de M. Nisard, la pièce est analysée comme suit :
- Acte I : vv. 1-232
- Acte II : vv. 233-705
- Acte III : vv. 706-1130
- Acte IV : vv. 1131-1605
- Acte V : vv. 1606-1995

Mais les tragédies avaient un autre type de structure pour le spectateur antique. Les 1995 vers s’analysent alors ainsi :
- Prologue parlé : vv. 1-104 (Hercule)
- Chant du chœur I : vv. 105-232 (Chœur, Iole)

- Épisode parlé I : vv. 233-582 (Nourrice, Déjanire, Lichas)
- Chant du chœur II : vv. 583-705

- Épisode parlé II : vv. 706-741 (Déjanire, Chœur), 742-1030 (Hyllos, Déjanire, Nourrice)
- Chant du chœur III : vv. 1031-1130

- Épisode parlé III : vv. 1131-1289 (Hercule, Chœur), 1290-1418 (Hercule, Alcmène), 1419-1517 (Hyllos, Alcmène, Hercule, Philoctète)
- Chant du chœur IV : vv. 1518-1606

- Épisode parlé IV : vv. 1607-1757 (Nourrice, Philoctète), 1758-1862 (Alcmène, Philoctète), 1863-1939 (Alcmène), 1940-1982 (Alcmène, Hercule)
- Chant du chœur V : vv. 1983-1995

## Titre
Le titre n’est peut-être pas dû à Sénèque, puisqu’on ne lit pas Hercules Œtaeus en dehors des manuscrits de la famille A. Encore ce titre n’y a-t-il pour fonction que de distinguer cette pièce de l’Hercule furieux. Dans le manuscrit E (Etruscus), qui semble le plus sûr et renvoyer à une tradition fort ancienne, les deux tragédies portent un seul et même titre : Hercule. Or il est douteux que Sénèque ait écrit deux œuvres de même titre.

## Personnages
Un premier chœur est composé de vierges œchaliennes (canticum I). Le chœur par la suite est composé de femmes étoliennes, compagnes de Déjanire (cantica II, III, IV et V).
Les personnages parlants de la tragédie sont :
- Hercule
- Déjanire, son épouse
- La Nourrice de Déjanire
- Hyllos, son fils et celui de Déjanire
- Alcmène, mère d'Hercule
- Philoctète, son ami et compagnon, fils de Péas
- Iole, sa captive, fille d’Eurytos, roi d’Œchalie

Les personnages muets dans cette pièce sont Lichas et d’autres esclaves d'Hercule, non nommés.
Iole et le chœur des Trachiennes sont des personnages protatiques, servant pour l'exposition dans la protase et n'apparaissant plus dans la pièce.
La scène se déroule à Trachis.

## Résumé
(Prologue) Hercule, survivant de la bataille d’Œchalie, revient avec la fille d’Eurytos, qu’il envoie à son épouse avec d’autres prisonnières. Il se plaint longuement de ce que son père, Zeus, ne lui pas encore accordé l’assomption parmi les Olympiens qu’il lui avait promise. Rien à part cela, dans le prologue, ne permet de prévoir la fin prochaine du héros. Hercule envoie enfin Lichas annoncer à Déjanire la nouvelle de son retour victorieux. 
(Chant du chœur I) Le chœur célèbre le courage qu’il y a à choisir la mort à défaut du bonheur : « Numquam est ille miser cui facile est mori. », « Celui-là n'est pas malheureux qui ne craint pas de mourir. » Le chœur proclame aussi la vertu guerrière d’Hercule ; et à Iole qui se perd dans ses regrets d’orpheline de père et de captive, le chœur proclame hautement : « uires pepulit / pondusque mali, casus animo qui tulit aequo. », « C'est adoucir / et alléger ses maux que de les supporter sans faiblesse. »
(Épisode parlé I) Déjanire, indignée de se voir préférer Iole, médite sa vengeance en proie à la jalousie que décrit sa nourrice ; elle confie son projet criminel à celle-ci, qui d’abord veut l’en dissuader, avant de céder, et envoie à Hercule une tunique trempée dans le sang du centaure Nessus, qui avait été percé d'une flèche imprégnée du fiel de l'hydre de Lerne. Elle croit, sur la parole du centaure mourant, que cette robe n'est autre chose qu'un philtre tout puissant pour lui gagner l'amour de son époux.Elle confie la mortelle tunique à Lichas qui survient sur ces entrefaites.
(Chant du chœur II) Le chœur prend fait et cause pour Déjanire et plaint les rois et les puissants, les plus seuls de tous les hommes.
(Épisode parlé II) Déjanire, toute aux affres du remords, confie au chœur avoir trop tard découvert le véritable effet foudroyant de la tunique, quand survient son fils Hyllos, visiblement ému lui aussi. Alors commence son récit de la mort du héros. Hercule, au moment de sacrifier à Jupiter, sur le promontoire de Cénée en Eubée, a revêtu la fatale tunique : aussitôt le venin dont elle est pénétrée s'est enflammé ; le feu a commencé de consumer les membres d'Hercule... Celui-ci réagit en tuant d'abord Lichas, qui lui a apporté ce fatal présent. Déjanire décide de mourir malgré la modération et l’optimisme de sa nourrice. Elle prend la fuite et Hyllos se lance à sa poursuite. 
(Chant du chœur III) Le chœur entonne un chant de désespoir : « aeternum fieri nihil. », « Il n'est rien d'éternel. » Même Orphée n’a pu conjurer cette fatalité.
(Épisode parlé III) Entre alors sur scène Hercule agonisant, lançant de vives imprécations et livrant son dernier combat contre la douleur. Le chœur ne peut pas vraiment dialoguer avec lui : il ne peut que montrer son exemple au spectateur. Quand Hercule appelle à l’aide son père et implore même Junon de l’achever, c’est sa mère qui lui donne la réplique. Hyllos arrive alors qui annonce et la mort et l’innocence de Déjanire, surcroît de tristesse pour Hercule encore vivant qui l’accusait naguère. Hercule ordonne à Philoctète de lui élever sur l'Œta un bûcher, dans lequel, se sachant condamné, il veut se brûler avec sa massue et la peau du lion de Némée ; il demande aussi à Hylos d’épouser Iole et meurt.
(Chant du chœur IV) Le chœur appelle le monde au deuil avant de professer sa foi en la permanence du souvenir d’Hercule, protecteur des hommes, et en sa divinisation.
(Épisode parlé IV) Philoctète raconte à la nourrice la fin prodigieuse d’Hercule et comment le héros lui a offert en mourant ses arc et flèches. Alcmène survient alors, porteuse des cendres du héros et pleureuse inconsolable malgré la bienveillance de Philoctète. Mais Hercule, deus ex machina, interrompt brusquement le monologue sans fin de sa mère. Ressuscité dans une apothéose, du haut de l’Olympe, il la console en lui apprenant qu'il vient d'être reçu au nombre des dieux. Cet épilogue s'éloigne de Sophocle.
(Chant du chœur V) Le chœur finit par quelques mots de réconfort aux hommes courageux promis à l’immortalité, et invoque le divin Hercule pour sa protection.

## Question de l'attribution à Sénèque
Des doutes furent formulés sur la paternité de cette œuvre présentée comme l'une des dix tragédies de Sénèque qui survécut, tout comme pour Octavie. Si cette dernière n'est plus reconnue comme une pièce du philosophe, Hercule sur l'Œta divise les savants.
Les thématiques développées sont certes proches, mais des différences majeures apparaissent. Bien qu'il ne manque pas de défauts, Hercule par la douleur, puis par la mort, qu'il transcende, parvient à une forme d'immortalité promise au sage. N'est-il pas dès lors un symbole de l'âme qui ne parviendra à la sagesse que si elle se libère de la crainte des maux ? Le stoïcisme de l'auteur de cette tragédie ne fait aucun doute. Cet auteur est-il néanmoins Sénèque ? Ce dernier ne fait jamais autant profession de son stoïcisme dans ses autres pièces. Plusieurs études théorisent une fin en apothéose ou triomphale, ce qui n'est pas dans les habitudes de Sénèque.
La critique interne donne plusieurs arguments en faveur de l'inauthenticité : le vocabulaire est « nouveau », avant-gardiste et correspond plus à l'époque flavienne ; la pièce présente plusieurs références et imitations d'Ovide alors que ce n'est sous le haut-empire qu'il devint connu et abondamment cité ; la pièce est bien plus longue que les autres tragédies (75 % de vers en plus, au prix de longueurs dans les récits du sacrifice et de la mort d'Hercule) : elle donne, comme Œdipe cependant, au chœur un rôle plus important qu'à l'accoutumée et quelque peu rébarbatif. Sénèque dans ses autres tragédies n'inclus pas de personnages protatiques. De plus, certains extraits rappellent beaucoup d'autres passages de tragédies de Sénèque, et au premier chef de l'Hercule furieux, une indication montrant que Hercule sur l'Œta est une relecture ultérieure de Sénèque.
La pièce est présente dans la tradition fiable des manuscrits, représentée par le Codex Etruscus (Laurentianus Plut. 37. 13), sigla E pour le stemma. Cependant, l'incipit présente huit tragédies, la neuvième étant Hercule sur l'Œta, portant le même nom qu'Hercule furieux. Dans la tradition manuscrite A, Hercule sur l'Œta est aussi placée en dernier juste après l'inauthentique Octavie.

## Imitations
La pièce inspira l'Hercule mourant de Jean de Rotrou ainsi que Charles-Simon Théveneau.

## Sources
- Sénèque (trad. François-Régis Chaumartin), Tragédies, t. III : Hercule sur l'Œta – Octavie, Paris, Les Belles Lettres, coll. « Collection des Universités de France « Budé » », 1999. Accompagné de la mention « [Pseudo-Sénèque] », l'ouvrage publie les deux tragédies apocryphes. La notice explicative indique que s'il n'y a pas de preuve déterminante et définitive, le vocabulaire tardif, les multiples références à Ovide et le lexique différent sont des présomptions fortes pour refuser la paternité de l'œuvre à Sénèque.
- Pascale Paré-Rey, « Les tragédies de Sénèque sont-elles spectaculaires ? », Pallas, n° 95, 2014, pp. 33-57; http://pallas.revues.org/1659.
- Clara-Emmanuelle Auvray, Folie et douleur dans Hercule Furieux et Hercule sur l'OEta. Recherches sur l'expression esthétique de l'ascèse stoïcienne chez Sénèque, Francfort, Peter Lang, « Studien zur klassischen Philologie », vol. 36, 1989.